# Primera guerra d'independència italiana
La Primera guerra d'independència italiana es va lliurar entre el 1848 i 1849, entre el Regne de Sardenya i l'imperi austríac. Es van lliurar les principals batalles a Custoza i Novara, en les quals els Austríacs sota les ordres de Joseph Radetzky von Radetz van derrotar els piemontesos.

## La revolució de 1848
El 1848, van esclatar disturbis revolucionaris en nombrosos llocs als Apenins, així com en moltes altres parts d'Europa. Carles Albert I de Sardenya des de Piemont i Leopold II des del Gran Ducat de Toscana van veure's forçats a fer concessions als demòcrates. La situació era que Viena estava involucrada en una revolta pròpia, Milà en la revolta dels Cinc dies de Milà, i Venècia en la revolta de la curta durada de la República de Sant Marc reconquerida pels austríacs el 1849, i les capitals del Regne de Llombardovènet (sota el control austríac) també estaven sublevats. Sicília, exceptuant Messina, va expulsar els exèrcits Borbons. Carles II de Borbó també va ser obligat a abandonar el Ducat de Parma.
El Regne de Sardenya va decidir aprofitar el moment aparentment favorable i amb una aliança amb els estats pontificis i el regne de les dues Sicílies, va declarar la guerra a Àustria, i van atacar i afeblir les possessions d'Àustria a Itàlia.

## La guerra
L'exèrcit piemontès estava compost per dos cossos i una divisió de reserva, formades per un total de 12.000 tropes. L'artilleria i la cavalleria eren les unitats més preparades de l'exèrcit. El 21 de març, el Gran Ducat de Toscana també va declarar la guerra contra Àustria, amb un contingent de 6.700 homes. L'exèrcit pontifici tenia una força similar, després de ser reforçat amb nombrosos voluntaris. El 25 de març, l'avantguarda del segon cos de l'exèrcit piemontès va entrar a Milà i dos dies després també va alliberar Pavia.
Després d'una campanya exitosa inicial, i amb les victòries a Goito i a Peschiera del Garda, el Papa Pius IX va reagrupar les seves tropes degut al temor de les possibles expansions des de Piemont en cas de victòria. El regne de les dues Sicílies també es va retirar, però el general Guglielmo Pepe es va negar a tornar a Nàpols i va anar a Venècia per protegir-la d'una possible contraofensiva austríaca. La retirada del rei Ferran II va ser deguda principalment al comportament ambigu de Carles Albert de Piemont, qui no va deixar clar si acceptava o refusava la proposta d'obtenir la corona de Sicília per la seva ajuda.
L'any 1848, les revoltes populars esclataven per tot Europa. En moltes ciutats esclataven revolucions per exigir constitucions i governs democràtics a cada racó d'Europa i del món. Karl Marx i Friedrich Engels estaven entre els revolucionaris. El 1848, Marx i Engels es trobaven a Colònia, a Alemanya, on realitzaven publicacions a la Neue Rheinische Zeitung ("Nou Diari de les terres del Rin"). En les seves publicacions al Neue Rheinische Zeitung, Marx i Engels donaven suport a les peticions populars de les revoltes en què es demanava una constitució i un govern democràtic electe. A més, en els estats Italians, s'hi afegia la demanda d'un únic estat unificat. Com gairebé tota l'esquerra política d'Europa, Marx i Engels donaven suport a la demanda dels italians.

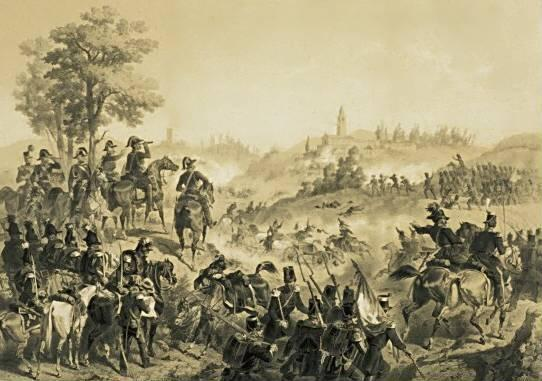
Batalla de Pastrengo, litografia de Grimaldi de Puget

No obstant, les polítiques d'esquerres s'anaven fracturant quan es parlava de les estratègies i les tàctiques a seguir per a dur a terme l'estat unificat anomenat "Itàlia". El problema que provocava més controvèrsia era el paper que França, sota el control de Lluís Napoleó, volia tenir en la unificació. S'argumentava que el paper de França produïria una revolta dels habitants dels estats Apenins contra les forces estrangeres d'Àustria com ja havia passat anteriorment. Aquest cop, no obstant, era probable que s'aconseguís l'estat unificat d'Itàlia. Un grup de les esquerres revolucionàries va argumentar que la intervenció francesa contra els Austríacs havia sét esperançadora per al moviment de la unificació italiana i per promoure reformes democràtiques. Aquest grup argumentava que França s'uniria amb el poble en cas d'una guerra d'alliberació contra forces estrangeres. Segons l'economista i polític alemany Ludwig Bamberger, la implicació de França a la guerra seria progressiva.

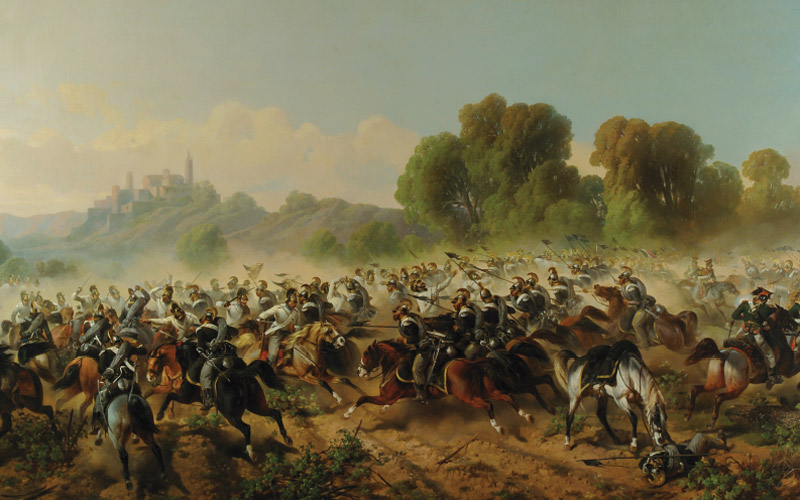
Batalla de Custoza

Un altre problema que provocava controvèrsia era que alguns radicals d'esquerres argumentaven que Napoleó III de França volia imitar al seu oncle Napoleó I i seguir la seva marxa cap al nord d'Itàlia seguida d'una altra marxa cap a Alemanya. Napoleó III no volia alliberar Itàlia del control estranger, però si volia crear una altra acta d'agressions estrangeres a Itàlia. Radicals com Jacob Venedey ja avisaven que revolucionaris de les polítiques d'esquerres podien lluitar amb els Austríacs contra els francesos per a promoure la causa de la unificació d'Itàlia. Expressant la seva preocupació sobre l'amenaça que Napoleó III presentava a la unificació alemanya seguint l'escapada a Itàlia, Jacob Venedey digué "Lluiteu, sangreu i sobreviviu per a una Alemanya unida i portareu el parlament al camp de batalla."

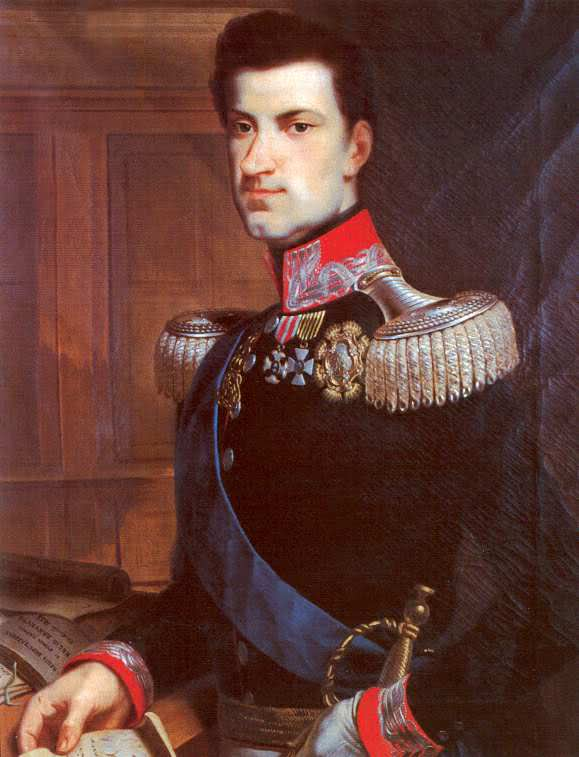
Carles Albert

Els francesos no van entrar en la primera guerra d'independència italiana el 1848. Quan l'exèrcit piemontès sota les ordres del rei Carl Albert de Sardenya marxava cap als territoris d'Itàlia que estaven sota domini austríac amb la intenció d'involucrar-se amb els revolucionaris de Venècia, l'exèrcit piemontès va trobar-se amb l'exèrcit austríac sota les ordres del mariscal Josef Radetzky von Radetz. A la batalla de Curtatone i Montanara el 29 de maig de 1848, els austríacs van atacar les forces unides de piemontesos i toscans. Encara que els austríacs van guanyar la batalla, l'enorme resistència mostrada pels adversaris va permetre a les tropes piemonteses reagrupar-se i guanyar la batalla de Goito l'endemà 30 de maig de 1848.
No obstant, l'exèrcit piemontès va ser derrotat per Josef Radetzky von Radetz i els austríacs a la batalla de Custoza, el 25 de juliol de 1848. La derrota piemontesa a Custoza va ser seguida per la conquesta de Milà el 6 d'agost de 1848 pels austríacs, abans de l'armistici signat el 9 d'agost de 1848 entre Àustria i Sardenya a Vigevano. Aquest armistici, tanmateix, va durar menys de set mesos, quan Carles Albert I de Sardenya va denunciar que no estaven respectant la treva el 12 de març de 1849. L'exèrcit austríac va prendre la iniciativa militar a Llombardia i van derrotar l'exèrcit piemontès a la batalla de Novara, el 23 de març de 1849. Després d'aquesta victòria, els piemontesos es van retirar a Borgomanero, als peus dels Alps, i les forces austríaques van ocupar Novara, Vercelli, Trino i Brescia, tenint via lliure cap a la capital piemontesa, Torí.
Carles Albert I de Sardenya va abdicar a favor del seu fill Victor Emmanuel, i aquest va signar un tractat de pau el 6 d'agost de 1849, de forma que la coalició Piemont-Sardenya es va veure forçada a pagar una indemnització de 65 milions de francs a Àustria..

## Conseqüències
La guerra va estar marcada per la incapacitat de Sardenya per derrotar Àustria. Això va provocar que Sardenya busqués aliats contra Àustria i només França en 1859 i Prússia en 1866 ajudessin Sardenya a fer fora els austríacs del nord d'Itàlia.